# Les trois cloches
Les trois cloches is een Franstalig lied, geschreven door de Zwitserse dichter en componist Jean Villard (1895-1982) in 1939. Het lied werd in 1948 door Bert Reisfeld in het Engels vertaald als The Three Bells. Een jaar later maakte Dick Manning een alternatieve vertaling: While the Angelus Was Ringing. Zowel in het Frans als in het Engels werd het door diverse artiesten opgenomen.

## Franstalige versie
Het lied beschrijft drie episoden uit het leven van Jean-François Nicot. Bij alle drie de gelegenheden luiden de klokken van het kleine kerkje in de vallei waar hij zijn leven doorbrengt: als hij gedoopt wordt, als hij trouwt met zijn Elise en bij zijn uitvaart.
Villard werd waarschijnlijk geïnspireerd door een volksliedje uit het Zwitserse kanton Valais (Wallis).
Het lied werd voor het eerst bekend in een versie van Édith Piaf, begeleid door Les Compagnons de la chanson. Marc Herrand, die bij de Compagnons de muzikale leiding had, was verantwoordelijk voor het arrangement. Piaf en de Compagnons zongen het lied voor het eerst tijdens hun tournee door de Verenigde Staten in 1945/1946.
Het Franstalige lied is ook uitgevoerd door Mireille Mathieu in 1997 en Tina Arena in hetzelfde jaar. Arena’s versie werd in 2000 als single uitgebracht. Deze haalde de vierde plaats in de Franse en de eerste plaats in de Frans-Belgische hitparade.

## Engelstalige versie
In de Engelse vertaling neemt Jimmy Brown de plaats in van Jean-François Nicot. Ook hier luiden de kerkklokken als hij wordt gedoopt, trouwt en overlijdt.
De eerste versie van het lied werd in 1948 opgenomen door een groep die zich Melody Maids noemde. In 1951 volgden The Andrews Sisters, maar hun versie was geen succes.
De meest succesvolle versie was die van The Browns (Jim Ed Brown met zijn zusters Maxine en Bonnie Brown) uit 1959. De single haalde de eerste plaats in de Billboard Hot 100.
Andere artiesten die het nummer hebben opgenomen, waren onder andere Frank Sinatra, Brian Poole and The Tremeloes, Ray Charles, Nana Mouskouri, Johnny Cash, Roy Orbison, Floyd Cramer, Daniel O'Donnell, Chet Atkins, Elaine Paige, Sha Na Na en Alison Krauss.

## In andere talen
Het nummer is ook opgenomen in het Italiaans als Le tre campane, in het Spaans als Jimmy Brown (door de groep Mocedades), in het Duits als Wenn die Glocken hell erklingen, in het Zweeds als Och vi hörde klockor ringa en in het Nederlands als De drie klokken (door o.a. Bob Scholte en de Zangeres Zonder Naam).

## Parodieën
Het lied werd in 1978 geparodieerd door The Barron Knights als The Chapel Lead Is Missing. Hier ontpopt Jimmy Brown zich ineens als de dief van al het lood op het dak van het kleine kerkje in de vallei, dat daardoor onder water komt te staan.
André van Duin parodieerde het lied in 1982 als Bim bam. Een koster kan niet ophouden met het luiden van de klokken en komt om het leven als een klepel naar beneden komt. Gekoppeld met Als je huilt stond het nummer enkele weken op nummer 1 in de Nederlandse Top 40 en de Nationale Hitparade.